# 三好長尚
三好 長尚（みよし ながひさ）は、室町時代後期から戦国時代にかけての武将。三好氏の一族。三好長之の次男で三好之長の弟。子に長久、長家、政長。越後守の名でも知られる。軍記物語では勝時の名前が用いられるが、同時代の史料で長尚を勝時と呼称したものは存在しない。

## 概要
長尚の初見史料は、永正4年（1507年）に兄・三好之長とともに細川澄元に従い四国から上洛し、大和国に侵攻している。
広橋守光の日記などによれば、永正10年（1513年）に、細川高国の被官として丹波国山国荘の代官となっている。馬部隆弘はこれを永正8年（1511年）の船岡山合戦の功績によるもので、この功績とは、兄である之長を澄元方から高国方へと寝返らせる仲介を務めたことであると推察している。これ以降、長尚と子の長久は高国方に属して在京していたと考えられる。
大永6年（1526年）には、摂津国長洲荘の代官に任じられており、引き続き畿内に居住していたことがわかる。
『天文日記』によって天文9年（1540年）6月19日に死亡したことが確認されているが、大永7年（1527年）の桂川合戦では長尚は出兵しておらず、子の長家と政長が出兵していることから、大永7年以前から死亡するまでは堺に隠居しており、高国方だった長尚は、晴元政権下において政長に家督を譲っていたと考えられる。